# 豊田麻子
豊田 麻子（とよだ あさこ、1987年7月13日 - ）は日本の女子大生タレント、モデルである。

## 来歴・人物
- 東京都出身。身長166cm。学習院大学経済学部経営学科を2010年3月卒業[1]。その後、別の大学に編入学し西洋美術を学んでいる[2]。趣味は美術館巡りと旅行。特技は手品。
- 2007年ミスユニバースで4000人の応募者から最後のファイナリスト16人のうちの1人に選ばれた[3]。
- ミニチュアダックスを3匹飼っている。
- 華道部に在籍。

## 出演
雑誌
- ファッション誌「CanCam」「JJ」
- フリーペーパー「TiaraGirl」

CF
- 航空自衛隊[4]

ミスコン
- ミスユニバース2007ファイナリスト